# Sylvie Kinigi
Sylvie Kinigi (ur. 18 czerwca 1952 w Ruyigi lub 24 listopada 1953 w Mugoyi w prowincji Bużumbura) – od 10 lipca 1993 do 7 lutego 1994 premier Burundi.
W podzielonym etnicznie Burundi Sylvie Kinigi była związana zarówno z plemieniem Tutsi, jak i Hutu. Urodziła się wśród Tutsich, wyszła za mąż za członka plemienia Hutu. Razem posiadali pięcioro dzieci. Studiowała nauki ekonomiczne na Uniwersytecie w Burundi i pracowała w administracji. Angażowała się politycznie i została przyjęta na stanowisko doradcy ekonomicznego w gabinecie premiera. Należała do Partii Jedności i Postępu Narodowego Burundi (UPRONA). Po wyborze Melchiora Ndadaye na prezydenta otrzymała funkcję prezesa rady ministrów, co było uważane za wyraz polityki łagodzenia sporów etnicznych. Tym bardziej, iż Sylvie Kinigi deklarowała, że umacnianie współdziałania międzyplemiennego jest priorytetem polityki rządu.
Początek wojny domowej w Burundi doprowadził do upadku jej rządu. Prezydent Ndadaye został zamordowany w październiku 1993 i rozpoczęły się czystki etniczne. Sylvie Kinigi, która formalnie pełniła obowiązki głowy państwa, znalazła schronienie w ambasadzie francuskiej, gdzie przetrwała wojnę. Po wyborze Cyprien Ntaryamira na prezydenta w styczniu 1994 nadal piastowała funkcję premiera kraju. Zastąpił ją w lutym Anatole Kanyenkiko. W czasie kolejnych burzliwych wydarzeń politycznych – śmierci prezydenta Ntaryamira w zamachu i obaleniu Sylvestre Ntibantunganya – przeszła z polityki do sektora gospodarczego. Pracowała w państwowym banku centralnym. Angażuje się w projekty ONZ.